# Мйончинек (Мазовецьке воєводство)
Мйончинек (пол. Miączynek) — село в Польщі, у гміні Червінськ-над-Віслою Плонського повіту Мазовецького воєводства.
Населення — 190 осіб (2011).
У 1975-1998 роках село належало до Плоцького воєводства.

## Демографія
Демографічна структура станом на 31 березня 2011 року:
|          | Загалом | Допрацездатний вік | Працездатний вік | Постпрацездатний вік |
| -------- | ------- | ------------------ | ---------------- | -------------------- |
| Чоловіки | 105     | 21                 | 69               | 15                   |
| Жінки    | 85      | 11                 | 52               | 22                   |
| Разом    | 190     | 32                 | 121              | 37                   |